# Pegasus-Preis
Mit dem Pegasus-Preis wird jährlich ein Hamburger Privattheater ausgezeichnet. Er ist mit 35.000 Euro dotiert.
Die Jury setzt sich zusammen aus sieben unabhängigen Theaterjournalisten und Theaterwissenschaftlern, die die Szene der Hamburger Privattheater kontinuierlich verfolgen.
Stifter des Preises ist der Erdölkonzern ExxonMobil.
Am 1. November 2016 kündigte Exxon Mobil an, den Preis ab sofort nicht mehr zu vergeben.

## Preisträger
- 2016 Theater Kontraste in der Komödie Winterhuder Fährhaus
- 2015 St. Pauli Theater
- 2014 Ohnsorg Studio (Kinder- und Jugendtheater im Ohnsorg-Theater)
- 2013 St. Pauli Theater
- 2012 Hamburger Kammeroper
- 2011 Ernst Deutsch Theater[2]
- 2010 Opernloft
- 2009 Ohnsorg-Theater
- 2008 Lichthof Theater
- 2007 Hamburger Kammerspiele
- 2006 Hamburger Kammerspiele
- 2005 Ohnsorg-Theater
- 2004 Komödie extra der Komödie Winterhuder Fährhaus
- 2003 Ernst Deutsch Theater
- 2002 Hamburger Kammerspiele
- 2001 Altonaer Theater
- 2000 Allee-Theater: Hamburger Kammeroper und das Theater für Kinder
- 1999 Hamburger Kammerspiele